# إيرل براون (لاعب كرة قاعدة)
إيرل براون (بالإنجليزية: Earl Browne)‏ هو لاعب كرة قاعدة أمريكي، ولد في 5 مارس 1911 في لويفيل في الولايات المتحدة، وتوفي في 12 يناير 1993 في ويتير في الولايات المتحدة.